# Even Bernstein
Even Bernstein (hebrejsky אבן ברנשטיין‎; * 16. dubna 1960) je bývalý izraelský zápasník, reprezentant v zápase řecko-římském. V roce 1988 na olympijských hrách v Soulu vypadl v kategorii do 90 kg ve čtvrtém kole. V roce 1987 startoval na mistrovství světa, kde obsadil předposlední místo z 22 startujících (resp. dělené 16, tj. poslední).